# Litoria jeudii
A Litoria jeudii a kétéltűek (Amphibia) osztályának békák (Anura) rendjébe és Pelodryadidae családjába tartozó faj.

## Előfordulása
A faj Pápua Új-Guinea endemikus faja.